# DDR2 SDRAM
DDR2 SDRAM је динамичка меморија насумичног приступа са дуплом брзином преноса података. Замењује оригиналну DDR SDRAM спецификацију, и замењена је DDR3 SDRAM-ом. DDR2 DIMM нису предње компатибилне са DDR3 ни позадински компатибилне са DDR-ом.
Поред тога двоструко пумпање преноса података као у DDR SDRAM-у (пренос података на узлазним и силазним ивицама тактног сигнала магистрале), DDR2 дозвољава већу брзину на магистрали и захтева мању енергију покретајући унутрашњи такт са упола мањом брзином преноса података. Комбинују се 2 фактора да би се захтевала укупна сума од 4 трансфера података по унутрашњем циклусу такта. Како се подаци преносе по 64 бита, DDR2 SDRAM даје брзину преноса (брзину меморије такта) × 2 (за множилац магистрале такта) × 2 (за двоструку брзину) × 64 (број битова који се преносе) / 8 (број битова/бајтова). Тако да са меморијом такта на фреквенцији од 100 MHz, DDR2 SDRAM даје максималну брзину преноса од 3200 MB/s.
С обзиром да DDR2 унутрашњи такт ради упола мањом брзином него DDR спољашњи такт, и то што DDR2 меморија ради истом спољашњом брзином преноса података као и DDR огледа се у томе што је DDR2 у могућности да обезбеди исти пропусни опсег али са већим закашњењем. Алтернативно, DDR2 меморија радећи на дупло већој спољашњој брзини преноса података као и DDR може обезбедити два пута већи опсег са истим закашњењем. Најбоље оцењени DDR2 модули меморије су барем два пута бржи од најбоље оцењених DDR модула меморије.

## Преглед
Као и све SDRAM имплементације, DDR2 складишти податке у меморијске ћелије које се активирају коришћењем тактног сигнала да синхронизују своју операцију са спољашњег преноса података. Као и DDR пре њега, DDR2 I/O бафер преноси податке и на узлазним и на силазним ивицама тактног сигнала (техника звана "двоструко пумпање"). Кључна разлика између DDR-a и DDR2 је у томе што су меморијске ћелије за DDR2 клоковане на једну четвртину (пре него пола) брзинемагистрале. Ово захтева четворо-битни ред, али, без мењања меморијских ћелија, DDR2 може ефективно да функционише на дупло већој брзини магистрале DDR-a. 
DDR2 фреквенцију магистрале повећава електрични интерфејс побољшања, on-die свршетак, бафер података и off-чиповски драјвери. Међутим, кашњење је увелико повећано као компромис. DDR2 бафер података је дубок 4 бита;, с обзиром да је 2 бита дубок за DDR и 8 бита дубок за DDR3. Док DDR SDRAM има типично кашњење читања од 2 до 3 циклуса магистрале, DDR2 може да има кашњење читања и од 4 до 6 циклуса. Према томе, DDR2 меморија мора да ради са дупло већом брзином података да би постигла исто кашњење.
Још једна цена повећаног пропусног опсега је захтев да су чипови спаковани у скупљем и тежем за састављање BGA пакету у поређењу са TSSOP пакету претходних генерација меморије као што су DDR SDRAM и SDR SDRAM. Ова промена паковања је неопходна да се одржи интегритет сигнала на већим брзинама на магистрали.
Чување енергије се првенствено постиже услед побољшаног процеса производње кроз скупљање, резултујући у паду погонског напона (1.8 V у поређењу са DDR's 2.5 V). Мањи меморијски такт фреквенције такође може да омогући смањење енергије у апликацијама које не захтевају највећу доступну брзину података.
Према JEDEC максимални напон који се препоручује је 1.9 волта и треба се сматрати апсолутним максимумом када је стабилност меморије проблем (као што је у серверима или другим критичним уређајима). Затим, JEDEC-ово стање налаже да меморијски модули морају да издрже до 2.3 волта пре настанка сталне штете (иако они можда и не функционишу исправно на том нивоу).

## Спецификација стандарда

### Чипови и модули
За употребу у рачунарима, DDR2 SDRAM се испоручује у DIMM-у са 240 пинова и једним лоцирајућим усеком. Лаптоп DDR2 SO-DIMM имају 200 пина и често се идентификују по додатним S-ом у својим ознакама. DIMM-ови се идентификују по својим преносним капацитетом (често се назива пропусни опсег). 
| Стандардно име                | Меморијски такт (MHz) | Време циклуса (ns) | I/O такт на магистрали (MHz) | Брзина података (MT/s) | Име модула | Преносна брзина (MB/s) | Прорачун времена (CL-tRCD-tRP) | CAS кашњење (ns) |
| ----------------------------- | --------------------- | ------------------ | ---------------------------- | ---------------------- | ---------- | ---------------------- | ------------------------------ | ---------------- |
| DDR2-400B DDR2-400C           | 100                   | 10                 | 200                          | 400                    | PC2-3200   | 3200                   | 3-3-3 4-4-4                    | 15 20            |
| DDR2-533B DDR2-533C           | 133⅓                  | 7½                 | 266⅔                         | 533⅓                   | PC2-4200*  | 4266⅔                  | 3-3-3 4-4-4                    | 11¼ 15           |
| DDR2-667C DDR2-667D           | 166⅔                  | 6                  | 333⅓                         | 666⅔                   | PC2-5300*  | 5333⅓                  | 4-4-4 5-5-5                    | 12 15            |
| DDR2-800C DDR2-800D DDR2-800E | 200                   | 5                  | 400                          | 800                    | PC2-6400   | 6400                   | 4-4-4 5-5-5 6-6-6              | 10 12½ 15        |
| DDR2-1066E DDR2-1066F         | 266⅔                  | 3¾                 | 533⅓                         | 1066⅔                  | PC2-8500*  | 8533⅓                  | 6-6-6 7-7-7                    | 11¼ 13⅛          |

* Поједини произвођачи означавају своје DDR2 модуле као PC2-4300, PC2-5400 или PC2-8600 уместо именима које им предлаже JEDEC. Барем један произвођач је пријавио ово успешно тестирање на више него стандардну брзину података док остали једноставно заврше са именом.
Белешка: DDR2-xxx означава брзину преноса података, и описује пресне DDR чипове, а PC2-xxxx означава теоретски пропусни опсег (са задњим двема окрњеним цифрама), и користи се да опише састављене DIMM-ове. Пропусни опсег се рачуна тако што се узимају трансфери по секунди и множе се са осам. Ово је зато што DDR2 меморијски модули преносе податке на магистрали која је 64 битовних података широка, и пошто бајт обухвата 8 бита, ово се изједначава са 8 бајта података по преносу.
С обзиром на пропусни опсег и капацитет варијанте, модули могу 
1. Опционо имплементирати ECC, koji je dodatna traka бајт података који се користе за исправљање ситних грешака и такође детектује озбиљније грешке за већу поузданост. Модули са ECC-ом се идентификују са додатним ECC наставком у њиховим ознакама. PC2-4200 ECC је PC2-4200 модул са ECC-ом.
2. Бити "регистровани" ("баферовани"), што побољшава интегритет сигнала (и стога потенцијалну брзину радног такта и физички слот капацитета) електричним баферовањем сигнала по цени додатног такта повећаног кашњења. Ти модули се идентификују по додатним словом R у њиховим ознакама, а нерегистровани (тзв. "небаферован") RAM може бити идентификован по додатном слову U у ознаци. PC2-4200R је регистровани PC2-4200 модул, PC2-4200R ECC је исти модул али са додатним ECC-ом.
3. Бити потпуно баферовани модули, који су означени словом F или FB и који немају исту позицију усека као и друге класе. Потпуно баферовани модули се не могу користити са матичним плочама које су направљене за регистроване модуле, и различита позиција усека физички спречава њихово уметање.

Белешка: регистровани и небаферовани SDRAM генерално не могу бити помешани на истом пролазу.
Приметити то да најбоље оцењени DDR2 модули у 2009 раде на 533 MHz (1066 MT/s), у поређењу са најбоље оцењеним DDR модулима који раде на 200 MHz (400 MT/s). У исто време, CAS кашњење од 11.2 ns = 6 / (Брзина такта на магистрали) за најбоље PC2-8500 модуле је упоредиво са кашњењем од 10 ns = 4 / (Брзина такта на магистрали) за најбоље PC-3200 модуле.

## Деби
DDR2 је представљен у првој половини 2003. године са 2 почетне брзине такта: 200 MHz (односи се на PC2-3200) и 266 MHz (PC2-4200). Обе су имале слабије перформансе од оригиналне DDR спецификације услед већег кашњења, што је на крају повећало целокупно време приступа. Међутим, оригинална DDR технологија престаје да се повећава са брзином такта од око 200 MHz (400 MT/s). Веће перформансе DDR чипа постоје, али JEDEC је изјавио да они неће бити стандардизовани. Ови модули су углавном произвођачева оптимизација најпопустљивијег чипа, извлачући значајно већу енергију него спорији тактни модули, и обично не нуде много, ако нешто, нуде веће практичне перформансе.
DDR2 је почео да се такмичи са старим DDR стандардом 2004. године, како су модули са мањим кашњењем постајали доступни.

## Позадинска компатибилност
DDR2 DIMM нису позадински компатибилне са DDR DIMM-ом. Усек на DDR2 DIMM-у је у другачијој позицији од DDR DIMM-а, и густина пинова је већа него код DDR DIMM-ова. DDR2 је 240-пиновски модул, DDR је 184-пиновски модул. Notebook-ови имају 200-пиновске модуле за DDR и DDR2, али усек на DDR2 модулима је на мало другачијој позицији него код DDR модула.
DDR2 DIMM са већом брзином су компатибилни са DDR2 DIMM са мањом брзином иако ће матична плоча или CPU меморијски контролери бити везани за границе модала са мањим перформансама.

## Однос са GDDR меморијом
Први комерцијални производ за који се тврди да је користио "DDR2" технологију био је NVIDIA GeForce FX 5800 графичка карта. Међутим, важно је приметити да ова GDDR2 меморија, која је коришћена на графичким картама, није DDR2 per se, него рана средишња тачка између DDR и DDR2 технологије. Користећи израз "DDR2" да би се односило на GDDR2 је колоквијалан погрешан назив. Нарочито, то што нема побољшања перформанси приликом дуплирања радног такта. Имао је озбиљан проблем прегрејавања услед номиналне DDR волтаже. ATI је од тад дизајнирао GDDR технологију даље у GDDR3, која се базира на DDR2-SDRAM-у, иако су неколико додатака одговарали за графичке карте.
GDDR3 се данас уобичајно користи у модерним графичким картама и неким таблет рачунарима. Међутим, даља конфузија је настала појавом графичких картица ниже и средње класе које су користиле "GDDR2". Ове карте иначе користе стандарде DDR2 чипове који су дизајнирани за коришћење као главни систем меморије иако раде са већим закашњењем само да би се постигла већа брзина радног такта. Ови чипови не могу да достигну брзину радног такта GDDR3 али су јефтини и довољно брзи да се користе као меморија у средњој класи карата.